# Ludewig Wasserbau und Werft
Die Ludewig Wasserbau und Werft GmbH war ein Rostocker Unternehmen.
Die Firma Ludewig Wasserbau und Werft oder auch Ludewig-Werft war eine Segelschiffswerft in Rostock.
Nach dem Niedergang der Segelschifffahrt am Beginn des 20. Jahrhunderts wurde sie zu einer Reparaturwerft und einem Unternehmen des Hafen- und Wasserbaus. Dazu gehörte bis 1970 eine eigene Schlepperflotte.
2019 wurde das Unternehmen aufgelöst.

## Geschichte
Otto Wilhelm Andreas Ludewig (* 31. Mai 1826 in Stettin; † 14. Mai 1901) gründete im 19. Jahrhundert Am Strande 7 eine Werft.
Ludewig, Sohn eines Hutmachers, war der Enkel eines Segelmachers und der Stiefsohn eines weiteren Segelmachers, der seine Werkstatt in Grabow an der Oder hatte. In diesem Ort begann Ludewig, eines von 15 Geschwistern, im Alter von 14 Jahren seine Ausbildung in der Holzschiffswerft von Albert Emil Nüscke. Anschließend fuhr er einige Zeit zur See, ehe er die königliche Schiffbauschule in Stettin besuchte. 1848 schloss er seine Ausbildung als Schiffbaumeister ab. Dann arbeitete er ein Jahr lang bei der Preußischen Marine in Stettin, wo er auch Unterricht erteilte, und danach auf verschiedenen Werften in Kolberg, Damgarten und Rostock. Ab dem 18. Oktober 1850 war er in Rostock am Bau der ersten beiden eisernen Schraubendampfer beteiligt. Als er am 30. Oktober 1852 auf dem Gewett um die Bürgerschaft als Schiffszimmermeister nachsuchte, hatte er eine Stelle als Techniker in der Tischbeinschen Fabrik und konnte hoffen, mit seinem eigenen Vermögen von 4000 Talern und den 3000 Talern, die seine Verlobte, eine Tochter des Bürgermeisters Sternberg in Damgarten, als Mitgift erhalten sollte, entweder auf Tischbeins Grundstück oder an anderer Stelle eine Werft in Gang bringen zu können. Die bereits ansässigen Schiffsbaumeister versuchten mit allen Mitteln, die Ansiedlung dieses Konkurrenten zu verhindern, doch schritt schließlich das Großherzogliche Ministerium ein und wies alle Einwände gegen die Werftgründung Ludewigs zurück.
Seine Werft stand bald in einem guten Ruf. Ludewig, der neben Wilhelm Zeltz und Ernst Burchard zu den renommiertestens Rostocker Schiffbaumeistern gehörte, suchte das Holz für seine Schiffsbauten meist persönlich im Gelbensander Forst aus und war nicht auf Schiffsrisse aus fremder Hand angewiesen. Er beschäftigte rund 30 Personen. Auf Ludewigs Werft wurden zu seinen Zeiten 66 Segelschiffe sowie ein hölzerner Dampfer gebaut. Das erste Schiff, eine Brigg namens Leonidas, lief 1854 vom Stapel, das letzte, die Bark Rudolph Josephi, im Jahr 1883. Der Dampfer trug den Namen Concurrent.
Otto Ludewig senior hatte mehrere Ehrenämter inne. Ab 1864 war er Kirchenvorsteher in St. Petri; er gehörte lange Jahre dem 1. Quartier der Repräsentierenden Bürgerschaft an und war Bürgerschaftsdeputierter, ferner war er ab 1876 Beisitzer des Kaiserlichen Oberseeamtes in Berlin. Er starb nach kurzer, schwerer Krankheit auf einer Reise, die er am 23. April 1901 zu einer Seeamtsverhandlung in Berlin unternommen hatte.
Die Werft ging in die Hände von Otto Julius Ludewig (* 30. April 1858 in Rostock; † 25. März 1912) über, der der zweite Sohn des Firmengründers war. Dieser hatte nach dem Besuch des Realgymnasiums im väterlichen Betrieb Schiffszimmermann gelernt und danach bei der Rostocker AG für Schiffs- und Maschinenbau sowie in Stettin auf der Vulcanwerft gearbeitet. Daran schloss sich noch ein Studium des Schiffbaus auf der Technischen Hochschule in Braunschweig an. Otto Julius Ludewig war, seit er das Examen in Braunschweig abgelegt hatte, Teilhaber in der Werft seines Vaters und übernahm im Alter von 32 Jahren die Leitung.
Otto Julius Ludewig erkannte die Zeichen der Zeit: Um 1880 rentierten sich Schiffsneubauten aus Holz nicht mehr. Aber auch für eiserne Dampfer war zu dieser Zeit nicht mehr so viel Ladegut wie zuvor aufzutreiben, da die mecklenburgischen Getreideexporte stark zurückgegangen waren. Daher entschied sich Otto Julius Ludewig, den Wasserbau als neuen Geschäftszweig in das Unternehmen zu integrieren. Die Molenerweiterung in Warnemünde und der Hafenausbau, der für den Eisenbahnverkehr nach Dänemark erforderlich waren, boten viele Arbeitsgelegenheiten. Außerdem baute Otto Julius Ludewig Dampframmen und Aufsatzprähme und leitete die Erneuerung der Petribrücke im Jahr 1911. Für seine Verdienste wurde er mit dem Danebrogorden ausgezeichnet.
Nach Otto Julius Ludewigs frühem Tod im Jahr 1912 führte seine Witwe Erna (1864–1944), geb. Brunnengräber und Tochter des Rostocker Senators Christian Brunnengräber, die Werft weiter. Sie war zusammen mit ihrer zweiten Tochter Herta (1890–1977) die Inhaberin. Paul Stage (* 1873), der Ehemann dieser Tochter, wurde 1919 Geschäftsführer. Unter Stage arbeitete man im Buhnenbau an der Ostseeküste und an den Kaianlagen in Rostock und Warnemünde; außerdem hatte die Firma in diesen Jahren fünf Schlepper, die Bugsierarbeiten verrichteten und im Winter das Eis in den Fahrrinnen aufbrachen. Paul Stage starb 1940, und Herta Stage übernahm die Firma, unterstützt vom Betriebsleiter Erich Hucksdorf. Ab 1961 gab es eine staatliche Beteiligung, 1970 erfolgte die Umwandlung in eine Kommanditgesellschaft. Mit dem Zwangsverkauf vom 20. April 1970 wurde aus der Werft Otto Ludewig jun. der VEB Wasserbau Rostock.
Nach der Wende gründete Michael Wolfgang Ludewig, ein Enkel Otto Ludewigs, mit dem Bauingenieur Heinz Jasnau, dem Zimmerermeister Rolf Kucher und dem Diplomingenieur Hans Dieter Seibel am 1. Juli 1991 die Ludewig Wasserbau und Werft GmbH. Sie konzentrierte sich auf Wasserbau, Schiffsreparaturen für Schiffe bis 90 Tonnen, Motorbootservice und Hochbau. Im Oktober 2019 erlosch die Firma.
Das einstige Becken der Ludewig-Werft erhielt bis zum 800. Geburtstag der Stadt im Jahr 2018 eine Uferpromenade. Ein Modell der Brigg Balance, die 1863 bei Ludewig für den Schiffer Heinrich Stuhr gebaut wurde, befindet sich im Heimatmuseum Warnemünde. Die alte Slipanlage der Ludewigschen Werft befindet sich im Schiffbaumuseum in Schmarl.

## Bei Ludewig gebaute Schiffe
| - Brigg Leonidas (1854) - Brigg C. H. Knitschky (1855) - Bark C. M. von Behr (1855) - Schonerbark Favorite (1855) - Bark Dr. Jur. Jantzen (1856) - Brigg Nordstern (1856) - Bark Erwin (1856) - Schonerbark Theodor Voss (1856) - Bark Clara Wilsnack (1856) - Bark Vorwärts (1857) - Brigg Wodan (1857) - Brigg Meeresbraut (1857) - Brigg Horus (1857) - Bark Hans Georg (1858) - Brigg V. Laffert-Garlitz (1858) - Brigg Bürgermeister Sternberg (1858) - Brigg Max (1859) - Bark P. J. F. Burchard (1860) - Schoner Bertha (1860) - Bark Fides (1861) - Schoner Ernst II. Herzog von Coburg-Gotha (1861) - Bark Rebecca (1862) | - Bark Georg Becker (1862) - Brigg Balance (1862) - Brigg Die Braut (1862) - Dampfer Concurrent (1862) - Bark Bobsien Kägsdorf (1863) - Bark Tönnies Voß (1863) - Schonerbark Carl Brodersen (1863) - Bark Albatros (1864) - Bark Wien-Hohenfelde (1864) - Bark J. F. Pust (1865) - Brigg C. F. Maass (1865) - Bark Fortuna (1866) - Brigg G. C. Michels (1866) - Schoner Elise (1866) - Schonerbrigg Hermann (1866) - Bark Mathilde (1866) - Bark Hellas (1867) - Bark V. Schack-Rey (1867) - Brigg Swantewit (1867) - Brigg Gustav Fretwurt (1867) - Schoner Gut Heil (1867) - Brigg C. Neumann-Gaedebehn (1868) | - Brigg Helios (1868) - Schoner Lisette (1868) - Brigg Albertine Meyer (1868) - Schoner Matthäus Rickert (1869) - Bark Albert Neumann Berlin (1869) - Bark Carl Agrell (1869) - Bark Matthias Meyer (1872) - Bark Carl Both (1872) - Schoner Richard Porter (1873) - Brigg Rudolphine Burchard (1873) - Brigg Beatrice Suppicich (1873) - Brigg Dr. Witte (1874) - Bark Ada Stott (1875) - Schoner Elfriede Mumm (1875) - Bark August Burchard (1875) - Bark Semmy Cohn (1876) - Schoner Clara Peters (1876) - Schoner Der Friede (1877) - Schonerbrigg Heinrich Sellschopp (1877) - Schonerbrigg Bertha Heyn (1877) - Bark J. Schoentjes (1878) - Bark Rudolph Josephi (1883) |